# Canal marítimo de Mánchester
El canal marítimo de Mánchester (en inglés: Manchester Ship Canal) es una vía navegable interior de 58 km (36 mi) en el noroeste de Inglaterra que une Mánchester con el mar de Irlanda. Partiendo del estuario del Mersey, cerca de Liverpool, sigue generalmente las rutas originales de los ríos Mersey e Irwell a través de los condados históricos de Cheshire y Lancashire. Varios juegos de esclusas elevan los buques unos 18 m (60 pies) hasta Mánchester, donde se construyó la terminal del canal. Entre los principales hitos de su ruta se encuentran el acueducto giratorio de Barton, el único acueducto giratorio del mundo, y Trafford Park, el primer polígono industrial planificado del mundo y aún hoy el más grande de Europa.
Los ríos Mersey e Irwell fueron convertidos en navegables por primera vez a principios del siglo XVIII. Se empleó también para el transporte de mercancías la prolongación del canal de Bridgewater (desde 1776) y el ferrocarril de Liverpool y Mánchester (desde 1830), pero a finales del siglo XIX la navegación por el Mersey y el Irwell resultaba a menudo impracticable. Además, la comunidad empresarial de Mánchester consideró excesivas las tarifas impuestas por los muelles de Liverpool y las compañías ferroviarias. Se propuso, por lo tanto, un canal de navegación para dar a los buques oceánicos acceso directo a Mánchester. La región sufría los efectos de la depresión prolongada, y para los partidarios del canal, que argumentaban que el plan impulsaría la competencia y crearía puestos de trabajo, la idea de un canal marítimo tenía sentido desde el punto de vista económico. Iniciaron una campaña pública para obtener apoyo para el plan, que se presentó por primera vez al Parlamento como un proyecto de ley en 1882. Ante la dura oposición de Liverpool, los seguidores del canal no pudieron obtener la necesaria ley del Parlamento para permitir que el plan continuara hasta 1885.
La construcción comenzó en 1887, duró seis años y costó 15 millones de libras (equivalente a aproximadamente 1650 millones de libras en 2011). Cuando el canal de navegación se inauguró en enero de 1894, era el canal de navegación fluvial más grande del mundo, y permitió que el recién creado puerto de Mánchester se convirtiera en el tercer puerto más transitado de Gran Bretaña, a pesar de que la ciudad se encuentre a unos 64 km (40 millas) de la costa. Los cambios en los métodos de transporte marítimo y el crecimiento del transporte de contenedores durante las décadas de 1970 y 1980 provocaron que muchos buques fueran demasiado grandes para utilizar el canal y el tráfico disminuyera, lo que dio lugar al cierre de los muelles de las terminales de Salford. Aunque es capaz de acomodar a una amplia gama de embarcaciones, desde buques costeros hasta cargueros transatlánticos, el canal no es lo suficientemente grande para la mayoría de los buques modernos. Para 2011, el tráfico había disminuido de su pico en 1958 de 18 millones de toneladas largas (20 millones de toneladas cortas) de carga cada año a alrededor de 7 millones de toneladas largas (7,8 millones de toneladas cortas). El canal es ahora propiedad privada de The Peel Group, cuyos planes incluyen la remodelación, expansión y un aumento en el transporte marítimo de 8000 contenedores al año a 100 000 para 2030 como parte de su proyecto Atlantic Gateway.